# Papilio alcmenor
Espèce
Papilio alcmenor ou Machaon rouge-gorge est une espèce de lépidoptères (papillons) de la famille des Papilionidae. L'espèce est présente en Chine, en Birmanie et dans les montagnes de l'Himalaya jusqu'au Nord-est de l'Inde.

## Description
L'envergure est comprise entre 110 et 113 mm. Il y a un net dimorphisme sexuel. Chez le mâle les ailes sont noires avec des reflets bleutés à l'avers. Les ailes antérieures ont des veines noires et des traits noirs entre les veines. Certains spécimens ont une petite macule rouge à la base de l'aile, près du bord supérieur. Ils peuvent aussi avoir une macule blanche aux contours indécis près du bord inférieur de l'aile. Les ailes postérieures sont allongées et dentelées. Elles ont quelques écailles plus claires dans la partie submarginale et une petite macule rouge ou blanche dans l'angle tornal. 
Au revers les ailes antérieures sont un peu plus claires et moins bleutées et sont roses à la base, tandis que les ailes postérieures sont roses dans la partie basale et le long de la marge intérieure, avec quelques macules noires. Elles portent également du blanc près de la marge intérieure. La marge intérieure est noire.
La femelle imite l'apparence d'Atrophaneura dasarada et Atrophaneura philoxenus (mimétisme batésien). À l'avers les ailes antérieures sont identiques à celles du mâle, avec toujours une macule rouge-rose à la base, le long du bord supérieur de l'aile. Les ailes postérieures sont dentelées et plus ou moins allongées, formant souvent des queues larges en forme de spatule. Elles portent une macule blanche plus ou moins large, une série de lunules roses submarginales et une série de lunules roses marginales, elles ont également une macule rose marquée d'un point noir dans l'angle tornal. 
Au revers les ailes antérieures sont identiques à l'avers. les ailes postérieures ont des motifs similaires mais la zone rose est plus étendue puisqu'elle couvre la base de l'aile et s'étend le long de la marge intérieure, jusqu'à la macule rose de l'angle tornal.

Chez les deux sexes le corps est noir avec quelques macules blanches.

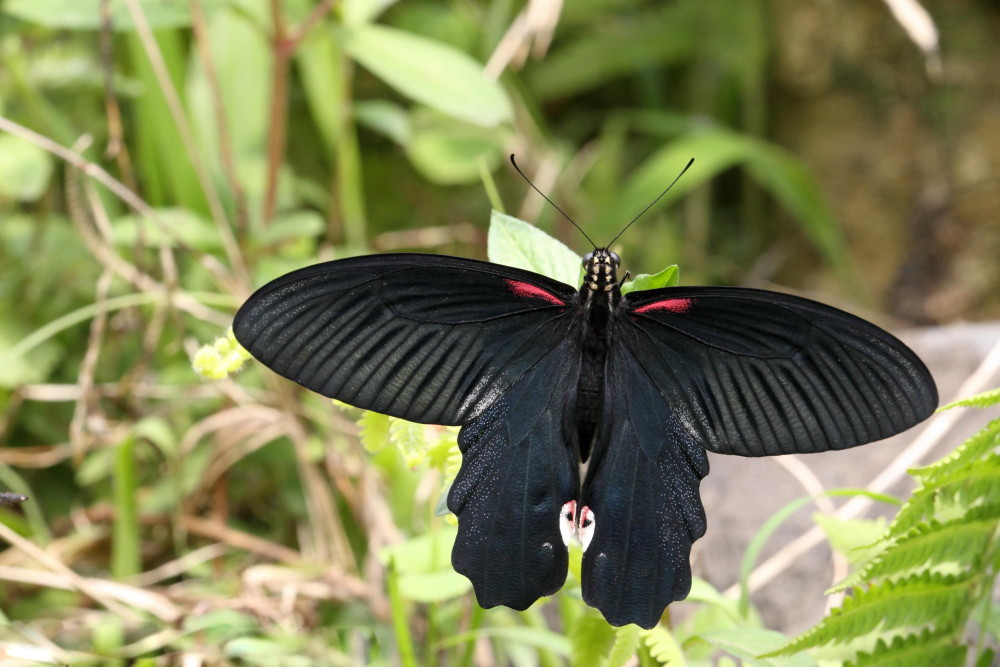
Papilio alcmenor mâle (avers)
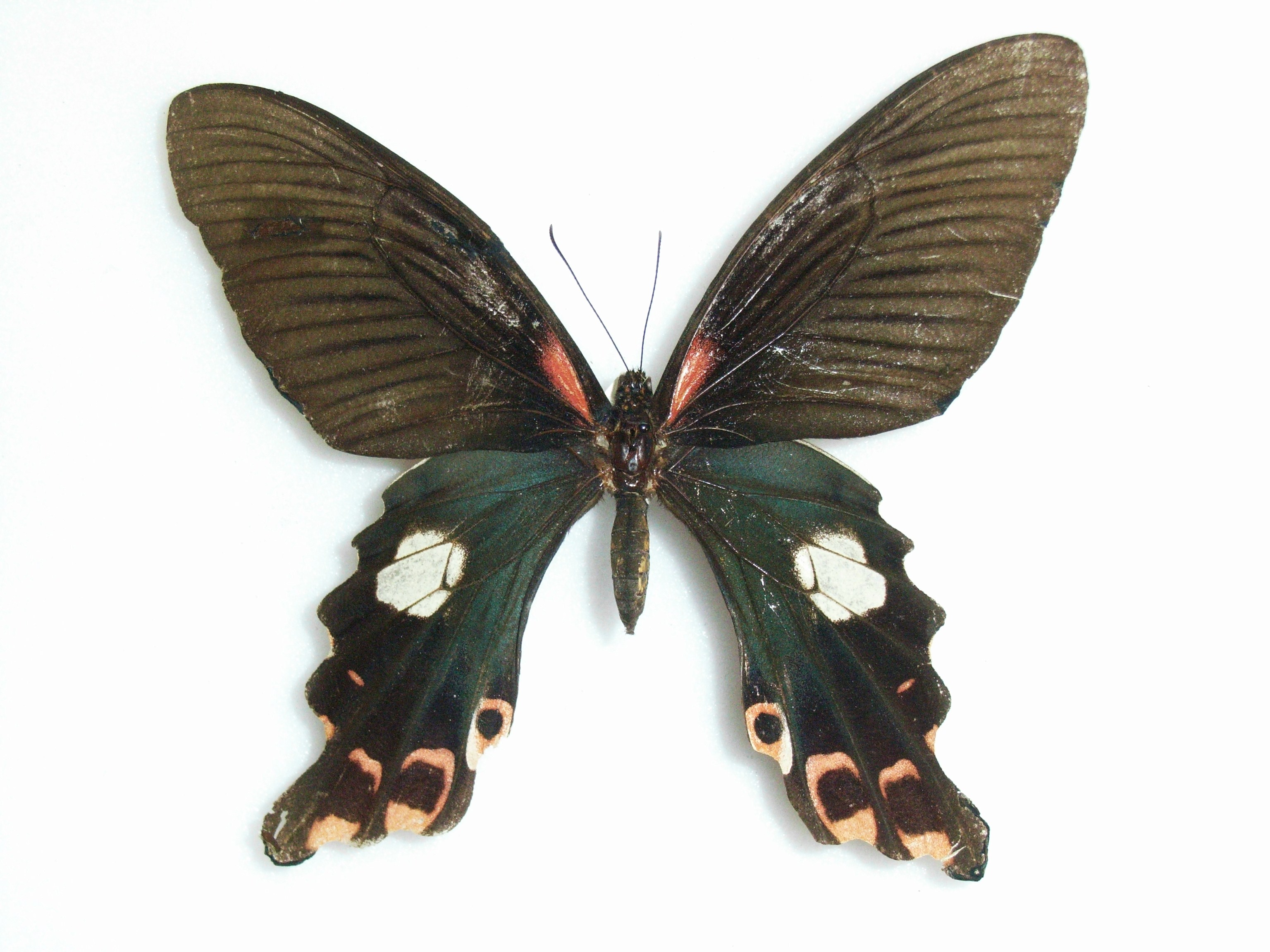
Papilio alcmenor femelle (avers)
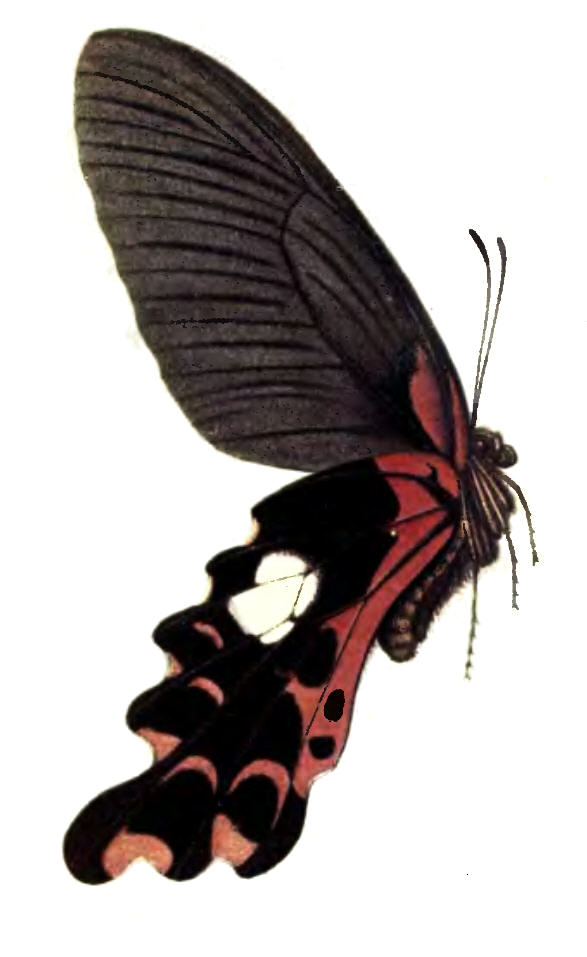
Papilio alcmenor femelle, ailes repliées (illustration)

## Écologie
La femelle pond ses œufs sur la plante-hôte. Cette espèce utilise comme plante-hôte des plantes de la famille des Rutacées, notamment du genre Citrus.
Les chenilles passent par cinq stades avant de se transformer en chrysalide. Elles consomment leur coquille après l'éclosion puis se nourrissent des feuilles et des pétioles de la plante-hôte. 
Comme toutes les espèces de Papilionides les chenilles possèdent derrière la tête un osmeterium, organe fourchu qu'elles déploient pour faire fuir les prédateurs.
La chrysalide est maintenue tête en haut par une ceinture de soie, comme chez les espèces proches. 

En Inde les adultes volent de mars à septembre. Ils se nourrissent du nectar des fleurs et les mâles sont souvent observés en train de faire du mud-puddling sur des sols humides.

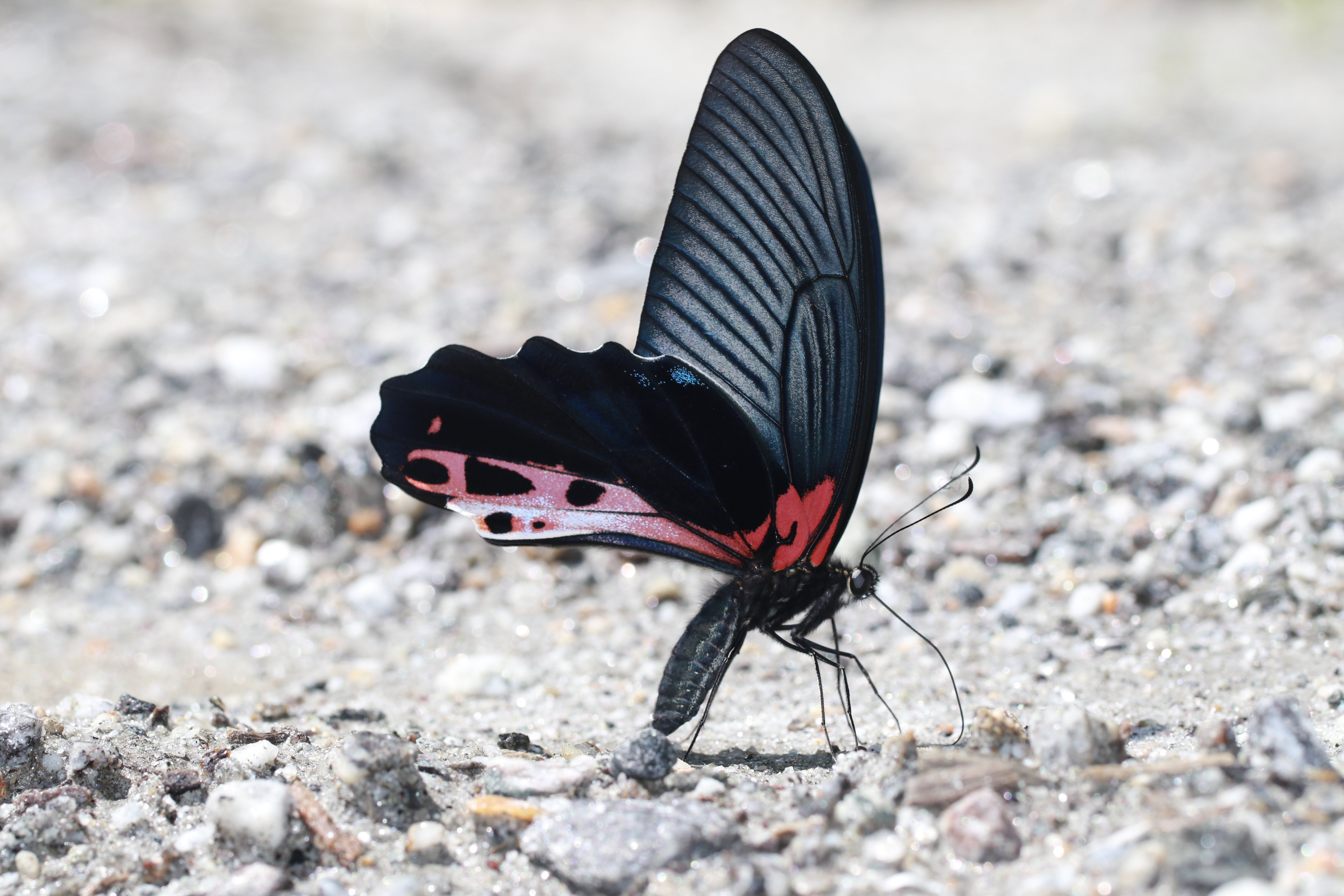
Papilio alcmenor mâle en train de faire du mud-puddling
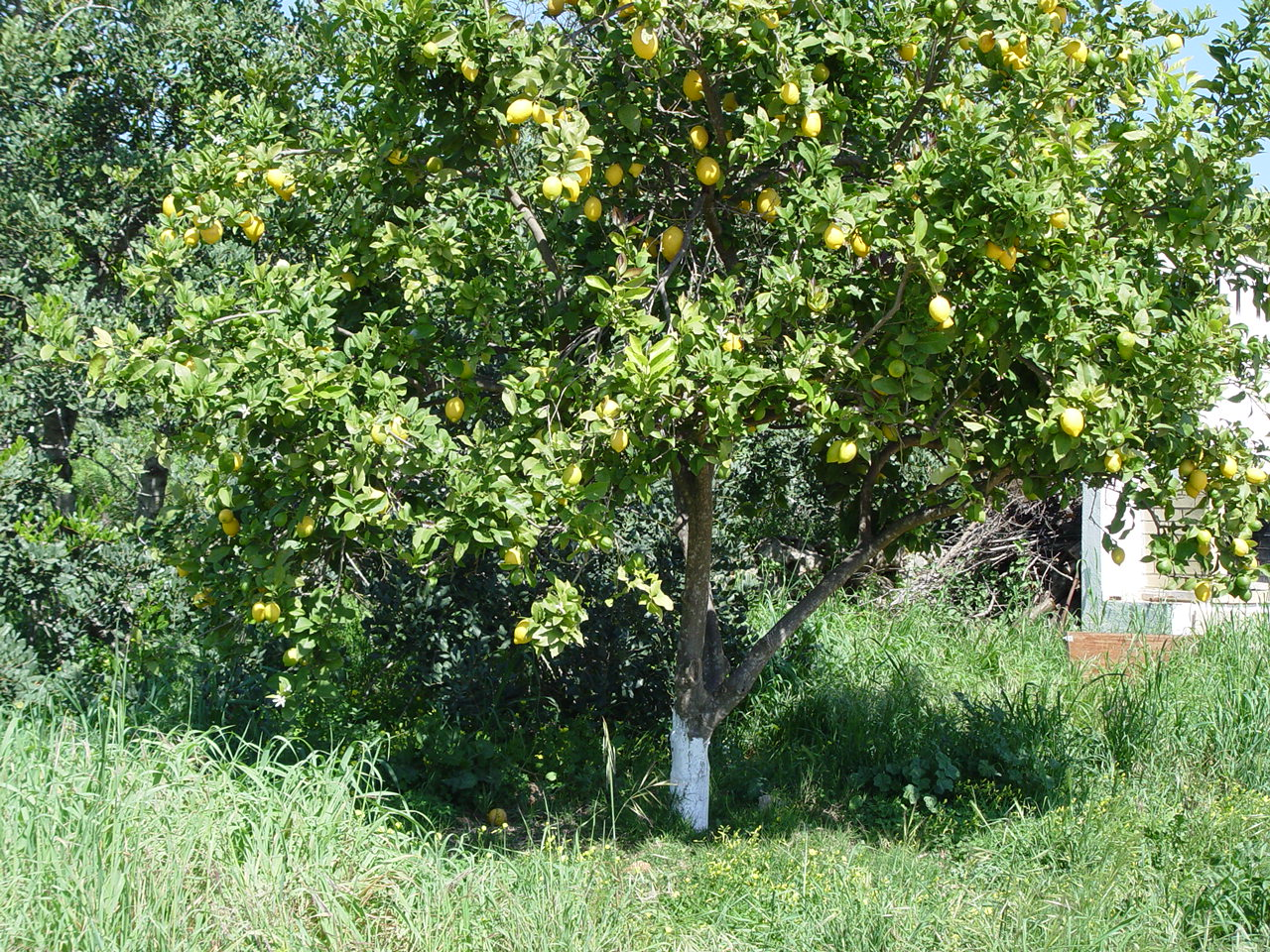
Citrus limon (citronnier), plante-hôte

## Habitat et répartition
Papilio alcmenor est présent en Chine, en Birmanie et dans les montagnes de l'Himalaya (Népal, Bhoutan) jusqu'au nord-est de l'Inde.

## Systématique
Papilio alcmenor a été décrit pour la première fois par Cajetan von Felder et son fils Rudolf Felder en 1864 dans Um die Erde in den Jahren 1857, 1858, 1859, à partir d'un spécimen mâle du nord de l'Inde. L'espèce est aussi appelée Papilio rhetenor.

### Sous-espèces[5]
- Papilio alcmenor alcmenor
- Papilio alcmenor platenius Fruhstorfer, 1908 : Chine
- Papilio alcmenor nausithous Oberthür
- Papilio alcmenor irene Joicey & Talbot, 1921 : Hainan

## Papilio alcmenoret l'Homme

### Nom vernaculaire
Cette espèce est appelée "Redbreast" en anglais.

### Menaces et conservation
Papilio alcmenor n'est pas évalué par l'UICN. En 1985 l'espèce était considérée comme généralement commune et non menacée.